# Jacqueline Galloway
Jacqueline Galloway –conocida como Jackie Galloway– (Crown Point, 27 de diciembre de 1995) es una deportista estadounidense que compite en taekwondo.
Participó en los Juegos Olímpicos de Río de Janeiro 2016, obteniendo una medalla de bronce en la categoría de +67 kg. En los Juegos Panamericanos de 2015 consiguió una medalla de oro.
Ganó dos medallas en el Campeonato Mundial de Taekwondo en los años 2015 y 2017, y dos medallas en el Campeonato Panamericano de Taekwondo en los años 2014 y 2016.

## Palmarés internacional
| Juegos Olímpicos        | Juegos Olímpicos        | Juegos Olímpicos  | Juegos Olímpicos |
| Año                     | Lugar                   | Medalla           | Categoría        |
| ----------------------- | ----------------------- | ----------------- | ---------------- |
| 2016                    | Río de Janeiro (Brasil) | Medalla de bronce | +67 kg           |
| Campeonato Mundial      |                         |                   |                  |
| Año                     | Lugar                   | Medalla           | Categoría        |
| 2015                    | Cheliábinsk (Rusia)     | Medalla de bronce | –73 kg           |
| 2017                    | Muju (Corea del Sur)    | Medalla de plata  | +73 kg           |
| Juegos Panamericanos    |                         |                   |                  |
| Año                     | Lugar                   | Medalla           | Categoría        |
| 2015                    | Toronto (Canadá)        | Medalla de oro    | +67 kg           |
| Campeonato Panamericano |                         |                   |                  |
| Año                     | Lugar                   | Medalla           | Categoría        |
| 2014                    | Aguascalientes (México) | Medalla de oro    | –73 kg           |
| 2016                    | Querétaro (México)      | Medalla de plata  | +73 kg           |